# 상어 지느러미

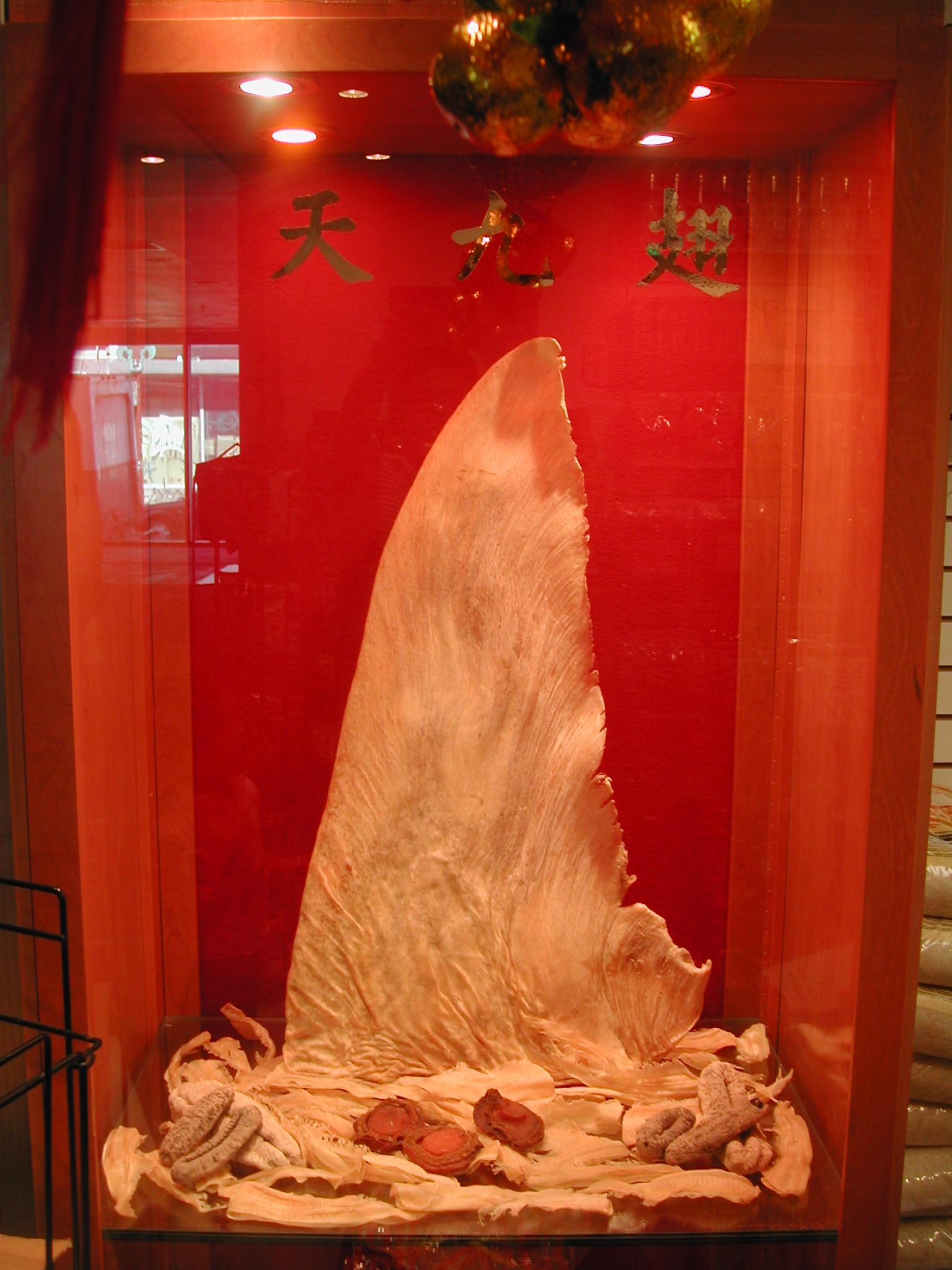
상어의 지느러미

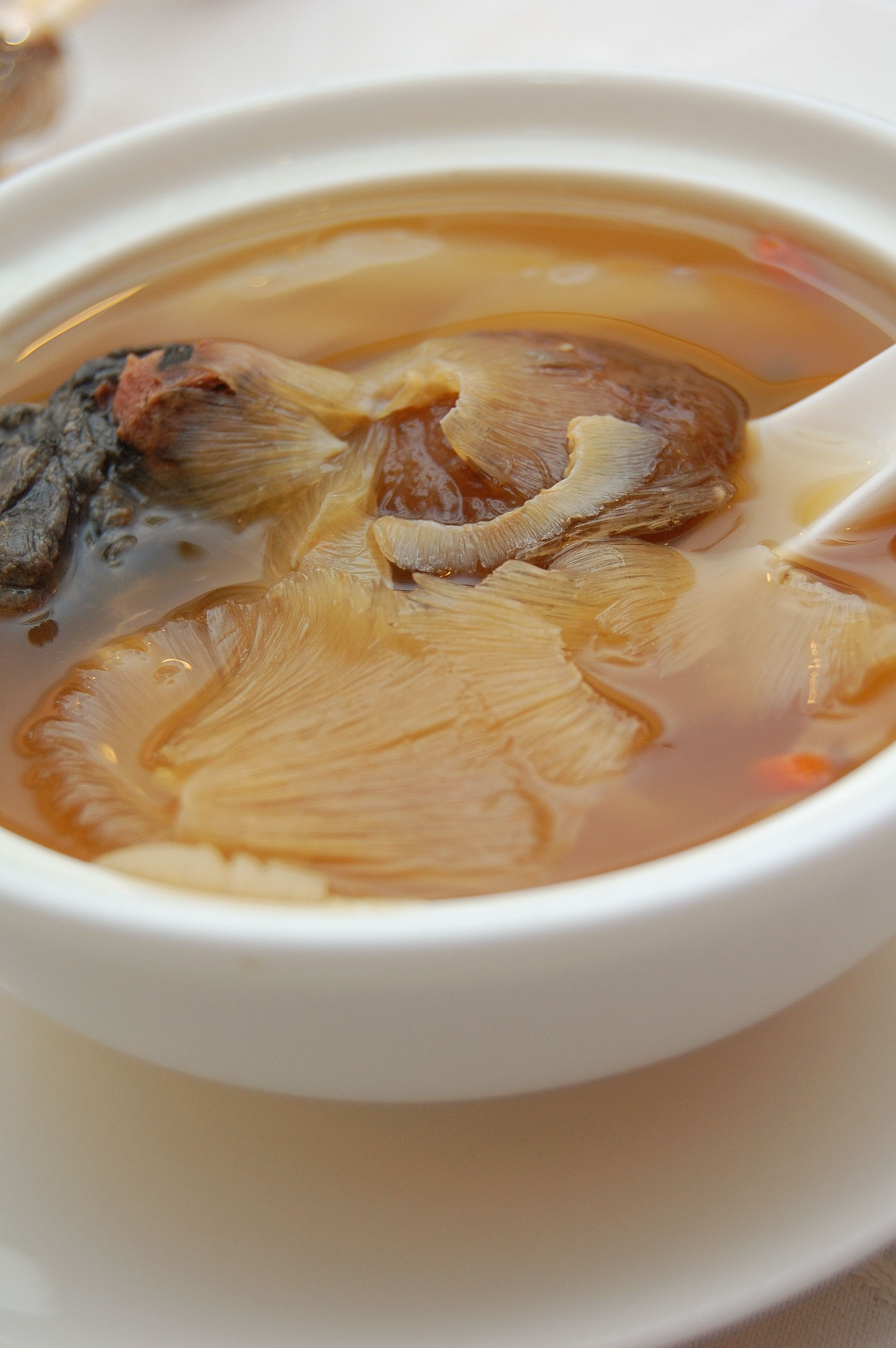
위츠탕

상어의 지느러미 또는 샥스핀(영어: shark's fin 샤크스 핀[*], 중국어 간체자: 鱼翅, 정체자: 魚翅, 병음: yúchì 위츠[*])은 대형 상어의 지느러미(주로 꼬리 지느러미와 등 지느러미 부분)를 건조시킨 중국 요리 재료이다. 이것으로 끓인 위츠탕(→상어 지느러미 국)을 결혼식이나 연회와 같은 특별한 시기에, 또는 중국 문화의 호화 상품으로서 대접된다.

## 특징
상어 지느러미 그 자체에는 특별한 맛이 없으며, 상어 지느러미 요리의 맛은 국물에 첨가된 양념에 의하여 결정된다. 상어 지느러미는 맛보다는 젤라틴이 함유된 특유의 부드러운 식감으로 세계인들로부터 찬사를 받았고, 1972년 리처드 닉슨 미국 대통령의 중국 방문 당시 만찬으로 제공되면서 세계에 널리 알려지게 되었다.

## 비판
대부분의 어선들은 상어 고기가 상품성이 없다는 이유로 상어를 잡은 뒤 지느러미만 잘라내고 나머지 부분은 다시 바다에 버린다. 부레가 없이 지느러미의 힘으로 부력과 호흡기능을 얻는 상어는 지느러미를 잘리면 부력을 상실한 채 바다에 가라앉아 숨을 쉬지 못하고 고통스럽게 죽게 되는데, 기록 영화 등을 통해 지느러미가 잘린 상어가 바다에 가라앉아 죽어가는 장면이 공개되면서 세계의 동물 보호 운동가들은 상어 지느러미 요리에 대해 도덕적인 문제를 지적하고 있다. 미국 캘리포니아주, 하와이주, 워싱턴주, 뉴욕주 등 일부 주에서는 상어 지느러미 판매 자체를 금지시키는 법안이 시행되었거나 주 의회에 계류중이며, 유럽과 중화권, 대한민국 등에서도 법으로 금지하지는 않지만 식당들이 상어 지느러미 요리의 판매를 점차 줄이거나 없애고 있는 상황이다. 또한 중화권에서도 고급 호텔에서 샥스핀 요리가 점차 사라지고 있고, 대체 재료로 일본에서 젤라틴을 원료로 제조된 모조 샥스핀을 수입하여 사용하기도 한다.